# Cujubim
Cujubim is een gemeente in de Braziliaanse deelstaat Rondônia. De gemeente telt 14.889 inwoners (schatting 2009).
De gemeente grenst aan Porto Velho, Machadinho d'Oeste, Itapuã do Oeste en Rio Crespo.